# Rüdiger Evers
Rüdiger Evers (* 29. Oktober 1936; † 14. Februar 2020) war ein deutscher Schauspieler, Synchronsprecher und Dialogregisseur.

## Leben
Rüdiger Evers hatte unter anderem Engagements am Staatstheater Dresden, Magdeburg und Dessau. Er übernahm dort Rollen in Stücken wie Faust, Dreigroschenoper, Macbeth und Salieri. Seit 1986 war er als freischaffender Schauspieler, Regisseur und Autor tätig und war in verschiedenen Rollen bei der DEFA und beim Fernsehen der DDR zu sehen. 1989 verließ er kurz vor der Maueröffnung infolge eines Ausreiseantrages die DDR.
Sein Debüt gab er in dem 1978 erschienenen Spielfilm Der gepuderte Mann im bunten Rock unter der Regie von Klaus Gendries und war daraufhin gelegentlich in verschiedenen Rollen zu sehen, zu denen Episodenauftritte in Serien wie Die Stadtindianer, Wolffs Revier und Küstenwache gehören. In dem RTL-Mehrteiler Lasko – Die Faust Gottes spielte er die Rolle des Mönches Eusebius.
Als Sprecher war er vielfältig bei Synchronisation und Rundfunkaufnahmen tätig. Zu seinen bekanntesten Synchronrollen zählte die des Meisters Kaio in den Dragon-Ball-Z-Produktionen in den Anime-Filmen sowie den Serien, die er mehrere Jahre lang sprach. Außerdem sprach er Edward Fox in Ernst sein ist alles, Gerald Ford in Frost/Nixon, Joe Cortez in Rocky Balboa, Geoffrey Lewis in Blueberry und der Fluch der Dämonen und Doug McClure in der Serie Mein Vater ist ein Außerirdischer.
Rüdiger Evers starb am 14. Februar 2020 im Alter von 83 Jahren.

## Filmografie (Auswahl)
- 1992: Deutschfieber

## Synchronisation (Auswahl)
Joji Yanami
- 1990: Dragon Ball Z – Die Entscheidungsschlacht als Meister Kaio
- 1991: Dragon Ball Z – The Movie: Super-Saiyajin Son-Goku als Meister Kaio
- 1993: Dragon Ball Z – The Movie: Der legendäre Super-Saiyajin als Meister Kaio

Kenichi Ogata
- 2008: Detektiv Conan – Die Partitur des Grauens als Professor Agasa
- 2016: Detektiv Conan – Das Verschwinden des Conan Edogawa als Professor Agasa

### Filme
- 1976: Im Schlafwagen – Vladimir Popovic als Brana
- 1977: Der Aufstieg des Paten – Stefano Satta Flores als Anwalt Calia
- 1978: Die Nacht vor dem Gelübde – Jean-Paul Belmondo als Giuliano Verdi
- 1980: Spiel um die Königin – František Němec als Premysl Otakar
- 1982: Mord auf dem Dachgarten – Michel Auclair als François, genannt Larry
- 1984: Die Waffe, die Stunde, das Motiv – Arnaldo Bellofiore als Arestite Durantini
- 1985: Der goldene Salamander – Trevor Howard als David Redfern
- 1987: The Caller – Malcolm McDowell als The Caller
- 1990: Anwalt des Feindes – Billy Streater als Bob
- 1991: Run – Lauf um dein Leben – Marc Strange als Chief Travers
- 1992: Scary – Horrortrip in den Wahnsinn – Marshall Bell als Der Landstreicher
- 1994: Eat Drink Man Woman – Sihung Lung als Chu
- 1995: Unverstanden – Rip Torn als Will
- 1996: Tage wie dieser … – Sidney Armus als Bürgermeister Aikens
- 1997: Heimkehr der Liebe – Das Weihnachtswunder von St. Nicholas – Stan Coles als A.L. Drysdale
- 1998: Spoiler – Verdammt im Eis – Arye Gross als The Attendant
- 1998: Shakespeare in Love – Nicholas Le Prevost als Sir Robert de Lesseps
- 1999: Die Gesetzlosen – R. Lee Ermey als Nix
- 2002: Drunken Monkey – Chia–Liang Liu als Meister Bil
- 2004: Blueberry und der Fluch der Dämonen – Geoffrey Lewis als Greg Sullivan
- 2005: The Happiness of the Katakuris – Tetsurō Tamba als Opa Jinpei Katakuri
- 2007: Strafversetzt – Mord in Manhattan – Sam Waterston als EADA Jack McCoy
- 2008: Tokyo Gore Police – Yukihide Benny als Polizeichef
- 2010: Sword of the Stranger – Atsushi Ii als Bai–Luan
- 2011: Kill List – Damien Thomas als Arzt
- 2011: Happy New Year – Michael Bloomberg als Bürgermeister Michael R. Bloomberg
- 2012: Die Frau in Schwarz – David Burke als Constable Collins
- 2012: Fast verheiratet – Michael Ensign als Großvater Harold
- 2016: Hunter x Hunter: Phantom Rouge – Issei Futamata als Clan–Ältester

### Serien
- 1982: Der Hund von Baskerville – Christopher Ravenscroft als Stapleton
- 1983–1995: Quincy – John S. Ragin als Dr. Robert J. Asten (RTL)
- 1990: Detektei mit Hexerei – Bill Morey als Lt. Sean Fisk
- 1990: Es war einmal … das Leben als Kommandant der Abwehrkräfte
- 1992: Es war einmal … Amerika als alter Pierrot
- 2008: Dexter – Dakin Matthews als Dr. Pittman
- 2009: Underbelly – Krieg der Unterwelt – Neil Melville als Todd McDonald
- 2009–2010: The Wire – Glynn Turman als Bürgermeister Clarence V. Royce
- 2010: Ghost Whisperer – Stimmen aus dem Jenseits – Michael Gregory als Mr. Mayhew
- 2011: V – Die Besucher – Scott Hylands als Pater Travis
- 2012: Titanic – Timothy West als Lord Pirrie
- 2012–2015: Downton Abbey – Paul Copley als Albert Mason
- 2012–2013: Grey’s Anatomy – William Daniels als Dr. Craig Thomas
- 2013–2014: Star Wars: The Clone Wars – Brian George als Ki-Adi-Mundi (2. Stimme)
- 2015: Transparent – Lawrence Pressman als Ed Paskowitz

## Hörspiele
- 1999: Reinhard Kuhnert: Gemeinsam der Zukunft entgegen – Regie: Reinhard Kuhnert / Hilmar Bachor (Hörstück – WDR)
- 2002: Dragonball Z Vol. 9 (Hörspiel zum Anime), ISBN 3-89945-159-7
- 2008–2014: Benjamin Blümchen: Zoodirektor Tierlieb (Folge 109–128)

## Theater (Auswahl)
- 1959: William Shakespeare: Julius Cäsar (Pindarus, Diener des Cassius) – Regie: Eugen Schaub, Städtische Bühnen Erfurt